# Игарасу
Игарасу (порт. Igarassu)  —  муниципалитет в Бразилии, входит в штат Пернамбуку. Составная часть мезорегиона Агломерация Ресифи. Входит в экономико-статистический  микрорегион Итамарака. Население составляет 93 584 человека. Занимает площадь 302,9 км². Плотность населения — 271,63 чел./км².
Праздник города — 27 сентября. 

## История
Город основан в 1535 году.

## Статистика
- Индекс развития человеческого потенциала на 2000 составляет 0,719 (данные: Программа развития ООН).

## География
Климат местности: тропический. В соответствии с классификацией Кёппена, климат относится к категории As'.